# Mellicta sicula
Mellicta sicula är en fjärilsart som beskrevs av Turati 1915. Mellicta sicula ingår i släktet Mellicta och familjen praktfjärilar. Inga underarter finns listade i Catalogue of Life.